# Nikita Viťugov
Nikita Viťugov (* 4. února 1987, Petrohrad, Sovětský svaz) je ruský šachový velmistr.
V roce 2009 byl členem vítězného ruského týmu na mistrovství světa družstev v Burse a znovu v letech 2010 a 2013.
V roce 2011 dosáhl děleného 1.–3. místa na prestižním Aeroflot Open, o dva roky později pak dokázal triumfovat na Gibraltaru, když v play-off o první místo porazil Nigela Shorta.

## Knihy
- Nikita Vitiugov. The French Defence. [s.l.]: Chess Stars, 2010. ISBN 978-954-8782-76-0.